# Gacaca (Ruanda)
Gacaca è un settore (imirenge) del Ruanda, parte della Provincia Settentrionale e del distretto di Musanze.